# Eupatula nyctaculis
Eupatula nyctaculis är en fjärilsart som beskrevs av Pieter Cornelius Tobias Snellen 1880. Eupatula nyctaculis ingår i släktet Eupatula och familjen nattflyn. Inga underarter finns listade i Catalogue of Life.